# Tatiana Tolstaia
Tatiana Nikítitxna Tolstaia (rus: Татья́на Ники́тична Толста́я), nascuda el 3 maig del 1951 a Leningrad, antiga URSS) és una notable escriptora russa moderna i presentadora de programes de TV.

## Família
Tolstaia va néixer a Leningrad al si d'una família d'escriptors. És parenta llunyana de Lev Tolstoi. El seu avi patern, Aleksei Nikolàievitx Tolstoi, va ser un escriptor pioner de ciència-ficció, i Natàlia Krandiévskaia, la seva dona, era poeta. Mikhaïl Lozinski, el seu avi matern, era traductor literari. La germana de Tolstaia, Natàlia, també fou escriptora. El seu pare, Nikita Alekséievitx Tolstoi, fou un reputat físic. El seu fill, Artemi Lébedev, és el fundador propietari d'Art. Lebedev Studio, una empresa de disseny web de Rússia.

## Vida i obra
Després d'acabar l'escola secundària, Tolstaia va entrar a la Universitat de Leningrad, al Departament de filologia clàssica, on es va graduar el 1974.
Al mateix any es casa amb l'hel·lenista Andrei Lébedev i, junt amb seu marit, es trasllada a Moscou, on troba una feina com a correctora principal de literatura oriental a l'editorial Naüka. Després d'haver treballat a l'editorial fins al 1983, Tatiana Tolstaia en el mateix any va publicar les seves primeres obres literàries i fa el debut com a crítica literària amb l'article «Kleiem i nojnitsami… / 'Cola i tisores'» -"Voprossi Literaturi"/'Qüestions de Literatura', 1983, número 9. Segons pròpia confessió quan va començar a escriure havia patit una operació als ulls. "Ara, després de la correcció amb làser, et treuen l'embenat en un parell de dies, i llavors vaig haver de dur-lo durant un mes. I com que m'era del tot impossible llegir, al cap van començar a néixer les primeres històries" -va dir Tolstaia.
El seu primer conte, "Sota la porxada daurada" (На златом крыльце сидели), va aparèixer a la revista Avrora el 1983 i va marcar l'inici de la carrera literària de Tolstaia, i pel qual seria guardonada, el 1990, amb el premi italià Grinzane Cavour. El 1988 va entrar a la Unió d'Escriptors Soviètics. Des del 1989 és membre permanent del PEN Club de Rússia.
El 1999-2000 va viure als Estats Units, on va impartir classes a les universitats de Princeton i Skidmore (Saratoga Springs), ensenyant literatura russa i escriptura creativa. Més tard va tornar a Moscou i es va dedicar a escriure.
Escriu prosa modernista i postmodernista, metafòrica, individualista i satírica. Els crítics literaris consideren Tolstaya la representant d'una "nova onada" dins de la literatura russa, una prosa artística paradoxal que té el seu origen en els jocs prosístics de Bulgàkov i Oleixa, plena de paròdia, sàtira i excentricitat.
La seva novel·la Kis (Кысь, 2000) és una novel·la distòpica plena d'al·lusions literàries, en què es parla d'una societat postnuclear tràgica. El 2001 va ser guardonada amb el premi rus "Triomf" i el premi de la XIVa Fira Internacional de Llibres de Moscou per la seva novel·la Kis. Va ser nominada per al Premi Booker rus el 2001 per la mateixa novel·la.
Dirigeix un programa de televisió a Rússia titulat L'escola de l'escàndol (Школа злословия, que pren el nom d'una obra de Richard Sheridan). Duu a terme entrevistes amb representants de la cultura i la política russes contemporànies.
Les seves obres han estat traduïdes a alguns idiomes, entre d'altres a l'alemany, francès, anglès, suec i castellà.

## Obres selectes
- На золотом крыльце сидели, 1988 – A la porxada daurada, contes - Premi Grinzane Cavour (Itàlia) el 1990 per a la prosa estrangera
- Любишь - не любишь, 1997 - M'estima – no m'estima, contes
- Сёстры, 1998 - Germanes (amb la seva germana, la també escriptora Natàlia Tolstaia), contes
- Река Оккервиль, 1999 – El riu Okkervil, contes
- Кысь, 2000 – Kis, novel·la – Premi Triomf 2001
- День. Разное, 2001 – El dia. Miscel·lània (amb la seva germana, la també escriptora Natàlia Tolstaia), contes
- День. Личное, 2001 – El dia. Allò privat, assajos
- Ночь, 2001 – La nit, contes
- Двое, 2001 – Les dues (amb la seva germana, la també escriptora Natàlia Tolstaia), contes
- Изюм, 2002 – Panses, contes
- Не кысь, 2003 - No Kis, contes
- Круг, 2003 – Cercle, contes
- Белые стены, 2004 – Parets blanques, contes
- Женский день, 2006 – Dia de dones, contes
- Река, 2007 – El riu, contes